# 뤼넨
뤼넨(독일어: Lünen 혹은 Luenen)은 독일, 노르트라인베스트팔렌주의 도시이다. 뤼넨은 리페강(Lippe River)을 따라 도르트문트의 북쪽에 위치해 있다. 우나 구에서 가장 큰 마을이며 그린 뮌스터 지역(green Münster area)의 일부이다.

## 자매 도시
- 네덜란드 즈볼러
- 영국 솔퍼드
- 폴란드 카미엔포모르스키
- 리투아니아 파네베지스
- 튀르키예 바르틴